# Pilpul
Pilpul, (hebräisch פלפול pilpul‚ genaueste Untersuchung‘ von hebräisch pilpel ‚Pfeffer‘ bzw. ‚Pfefferung‘) bezeichnet Methoden des Talmudstudiums, die durch logische Analyse und genaue Ausdifferenzierung aller denkbaren Aspekte und dafür und dagegen sprechender Gesichtspunkte die möglichen Auslegungen einer Stelle und Thematik zu klären versuchen. Der Begriff wird auch polemisch im Sinne von „Spitzfindigkeit“, „Haarspalterei“ oder „Rabulistik“ benutzt.

## Geschichte
Wenn auch das pilpulistische Verfahren bereits dem antiken und spätantiken Judentum bekannt war und für genügend Diskussionsstoff sorgte – in talmudischer Zeit hauptsächlich in Babylonien zur Verbindung mündlicher und schriftlicher Tora angewandt –, so setzt man den historischen Beginn des Pilpul doch ins Frühmittelalter und sieht verschiedene Tosafistenschulen als deren Urheber an, insbesondere Rabbenu Tam, Jakob ben Meïr, der im 12. Jahrhundert in Frankreich lebte.
Spätestens seit der Vertreibung der Juden aus Frankreich (1394) und vermittelt über verschiedene Gelehrtenhochburgen in Deutschland (Regensburg, Nürnberg) verbreitete sich dieses Verfahren in ganz Europa und war im 15. Jahrhundert in allgemeiner Übung.
Die deutschen Rabbiner Israel Bruna und Jakob Weil z. B. waren ebenso Anhänger der Pilpul-Methode wie Jakob Pollak, der eine Talmud-Schule in Krakau leitete.
Zu ihren prominentesten Gegnern gehörte z. B. R. Jesaja Horovitz (um 1555–1625), der Verfasser von schene luchot ha-berit. In Deutschland wurde die Pilpul-Methode in der Folge von den meisten führenden Rabbinern abgelehnt, fand jedoch über Jahrhunderte hinweg in Deutschland sowie besonders in Polen begeisterte Anhänger, diente zur Klärung teilweise schwierigster, ihre Schwierigkeiten aber dadurch auch selbst hervorbringender und erhaltender halachischer Fragen, zur Aktualisierung der Tradition und nicht zuletzt zur auch pädagogisch wertvollen Schärfung des Verstandes.
Wesentlicher Kritikpunkt bleibt, dass die Methode immer neue Schwierigkeiten erzeugt oder zumindest erzeugen kann und damit in der Gefahr ist, in rabbinischen Schulen zum Selbstzweck zu werden.

## Literarische Verarbeitung
Zu einer gewissen literarischen Berühmtheit kam die Pilpul-Methode durch die Ausgestaltung der Figur des amerikanischen Ostküsten-Rabbiners David Small in den Kriminalromanen von Harry Kemelman sowie jüngst auch in Joann Sfars Comic Die Katze des Rabbiners, die ihren Besitzer in die aberwitzigsten Dispute verwickelt, aus denen dann niemand mehr herausfinden kann.

## Weitere Beispiele
- R. Jisrael Lipschütz (1782–1861) verfasste einen Mischna-Kommentar Tif'eret Jisrael (zuerst erschienen mit der 6-bändigen Mischna in Hannover, Danzig, Königsberg 1830–1850): praktische Halacha im Anschluss an den Schulchan Aruch in zwei Abteilungen: Erklärung des Wortsinns (Peschat) sowie andererseits aber auch einen Kommentar in der Art des Pilpul, die Lipschütz selbst (in Anlehnung an 1 Kön 7,21 EU) Jachin und Boas nennt.
- Naphtali Zwi Juda Berlin, Oberhaupt der Jeschiwa von Waloschyn und Mitglied der Chibbat-Zion-Bewegung: War ein Gegner des Pilpul in der Nachfolge des Wilnaer Gaon.
- Isaak Jakob Reines (1839–1915), Talmudgelehrter, russischer Rabbiner, Mitbegründer des Misrachi: Er war ebenfalls ein erklärter Gegner des Pilpul.

## Ein Textbeispiel
„Nicht aber das Besitzrecht empfangen. Wozu dies? – Dies ist für den Fall nötig, auch wenn sie zu ihm gesagt haben: Erwirb, um abzutreten [gemeint ist, dass der zweite den Besitz nicht erwirbt]. Abajje fragte Rabba: Wie ist es, wenn fünf Personen in einem Hofe wohnen und einer vergessen hat, sich am Erub zu beteiligen: Muss er Besitzrecht jedem einzeln abtreten oder nicht? Dieser erwiderte: Er muss es jedem einzeln abtreten. Er wandte gegen ihn ein: Einer, der sich am Erub nicht beteiligt hat, kann sein Besitzrecht abtreten an einen, der sich am Erub beteiligt hat; zwei, die sich am Erub beteiligt haben, können ihr Besitzrecht abtreten an einen, der sich am Erub nicht beteiligt hat; zwei, die sich am Erub nicht beteiligt haben, können ihr Besitzrecht abtreten an zwei, die sich am Erub beteiligt haben, oder an einen, der sich am Erub nicht beteiligt hat. Nicht aber kann einer, der sich am Erub beteiligt hat, sein Besitzrecht abtreten an einen, der sich am Erub nicht beteiligt hat, noch können zwei, die sich am Erub beteiligt haben, ihr Besitzrecht abtreten an zwei, die sich am Erub nicht beteiligt haben, noch können zwei, die sich am Erub nicht beteiligt haben, ihr Besitzrecht abtreten an zwei, die sich ebenfalls am Erub nicht beteiligt haben. Der Anfangssatz lehrt also, einer, der sich am Erub nicht beteiligt hat, könne sein Besitzrecht an einen abtreten, der sich am Erub beteiligt hat. In welchem Falle: Ist weiter keiner vorhanden, mit wem sollte er sich denn am Erub beteiligt haben? Doch wohl, wenn noch jemand vorhanden ist, und er lehrt: an einen, der sich am Erub beteiligt hat!? – Und Rabba!? – Hier handelt es sich um den Fall, wenn noch jemand vorhanden war und gestorben ist. – Wie ist, wenn noch jemand vorhanden war und gestorben ist, der Schlusssatz zu erklären: Nicht aber kann einer, der sich am Erub beteiligt hat, sein Besitzrecht abtreten an einen der sich am Erub nicht beteiligt hat. Wenn noch jemand vorhanden war und gestorben ist, weshalb denn nicht!? Doch wohl, wenn noch jemand vorhanden ist, und wenn der Schlusssatz [von einem Fall handelt], wenn noch jemand vorhanden ist, ebenso der Anfangssatz, wenn noch jemand vorhanden ist!? – Wieso denn, der eine so und der andere anders. Dies ist auch zu beweisen, denn im Schlusse des Anfangssatzes heisst es: Zwei, die sich am Erub nicht beteiligt haben, können ihr Besitzrecht abtreten an zwei, die sich am Erub beteiligt haben; nur an zwei, nicht aber an einen. Abajje aber erklärte: Unter an zwei ist zu verstehen: an einen von den zweien. – Demnach sollte es ja heissen: an einen, der sich am Erub beteiligt hat, beziehungsweise an einen, der sich am Erub nicht beteiligt hat!? – Dies ist ein Einwand. – Einer der sich am Erub nicht beteiligt hat, kann sein Besitzrecht abtreten an einen, der sich am Erub beteiligt hat. Nach Abajje, wenn … [und immer so weiter …]“